# ОЦ-23 «Дротик»
ОЦ-23 «Дротик» — российский автоматический пистолет, разработанный в начале 1990-х годов коллективом конструкторов ЦКИБ СОО под руководством И. Я. Стечкина. Разработка нового пистолета для замены пистолета АПС была начата по заказу МВД России в конце 1993 года. На этапе разработки оружие имело наименование АП СБЗ («автоматический пистолет конструкции И. Я. Стечкина, А. В. Бальцера, А. В. Зинченко»).
Тем не менее в «Дротике» останавливающее действие патронов 5,45×18 мм оставалось незначительным, а в силу малой массы пуль их эффективность быстро падала с ростом дистанции, и пистолет популярности не получил. Выпуск этого пистолета был очень ограничен и в настоящее время он практически нигде не используется.

## Описание
Изготовлен с применением фрезерных операций из термически обработанных сталей, покрытие — фосфатирование. Особенностями его конструкции является возможность ведения огня одиночными выстрелами и очередями по три выстрела.
Автоматика пистолета работает за счет отдачи свободного затвора, сила отдачи компенсируется по принципу «подключения» дополнительной массы к затвору. Пистолет имеет перемещающийся вдоль рамки в небольших пределах ствол, подпираемый в переднем положении специальной пружиной. При движении назад в момент выстрела затвор ударяет в стойку ствола и последние 5 мм из 47 мм отката движется вместе с ним, что увеличивает общую массу затвора и тормозит его откат (при этом смягчается и отдача). Ударный механизм пистолета курковый, с открытым расположением курка. Спусковой механизм двойного действия, позволяет вести огонь как самовзводом, так и с предварительным взведением курка и позволяет носить пистолет постоянно готовым к применению.
Возвратная пружина размещена под стволом.
Спусковая скоба имеет упор для пальца, обеспечивающий удобство стрельбы с двух рук.
Неавтоматический флажковый предохранитель гарантирует возможность плавного спуска курка, запирание его, блокировку ударника и сцепление затвора с рамкой. Предохранитель и защелка магазина продублированы с левой и правой стороны затвора, что обеспечивает удобство стрельбы правой и левой рукой.
Наружные индикаторы позволяют стрелку на ощупь, не извлекая магазин, определять количество оставшихся патронов и наличие патрона в патроннике.
Дульный компенсатор пистолета выполнен в виде отверстия в стволе и кожухе-затворе, через которое при выстреле выбрасывается часть пороховых газов, что уменьшает «подскок» оружия и, в сочетании с длинной прицельной линией, увеличивает кучность стрельбы. Угол наклона рукоятки и её форма обеспечивают удобство прицеливания и стрельбу навскидку.
Пистолет имеет постоянный открытый прицел в виде целика и мушки, возможна установка лазерного целеуказателя на направляющие под стволом.

## Страны-эксплуатанты
- Россия — некоторое количество ОЦ-23 поступило на вооружение спецподразделений МВД России.